# Hermann Seyfarth
Karl Hermann Seyfarth (* 27. Oktober 1865 in Crimmitschau; † 28. Januar 1933 in Kötzschenbroda) war ein deutscher Verwaltungsbeamter und Kreishauptmann von Chemnitz.

## Leben
Hermann Seyfarth war der Sohn des Kaufmanns und Fabrikbesitzers Karl Hermann Seyfarth in Crimmitschau. Er besuchte von 1877 bis 1885 das Gymnasium in Zwickau bis zum Abitur und studierte anschließend bis 1889 Staatswissenschaften und Rechtswissenschaften an den Universitäten Heidelberg, Leipzig und Lausanne. Er war Mitglied der Studentenverbindung Karlsruhensia Heidelberg. Nach dem Studium folgten Ausbildungsstationen als Referendar in Dresden, Zwickau und Plauen. Im Mai 1894 legte Seyfarth die zweite juristische Staatsprüfung ab. Danach war er am Amtsgericht und Landgericht Plauen als Assessor tätig und wurde am letzteren am 1. April 1898 zum Landrichter ernannt. Zum 1. Juli 1900 trat er in die innere Verwaltung des Königreichs Sachsen über. Dort war er nacheinander bei den Amtshauptmannschaften Rochlitz und Zwickau sowie den Kreishauptmannschaften Bautzen und Chemnitz tätig. 
Von Januar bis Februar 1906 war Seyfarth kurze Zeit für die Konservativen Mitglied der II. Kammer des Sächsischen Landtags für den 39. ländlichen Wahlkreis, musste das Mandat aber abgeben, weil er gleichzeitig Wahlkommissar für diesen Wahlkreis war.
Bei der Kreishauptmannschaft Chemnitz wurde er 1913 zum Oberregierungsrat, 1919 zum Geheimen Regierungsrat, 1923 zum Stellvertreter des Kreishauptmanns und schließlich am 1. Mai 1926 zum Kreishauptmann ernannt. Am 1. Februar 1931 wurde Seyfarth pensioniert und lebte von da an bis zu seinem Tod in Kötzschenbroda.
Seit Oktober 1894 war Seyfarth mit Helene geb. Schröder verheiratet, einer Nichte des führenden sächsischen konservativen Politikers Hugo Opitz.